# Nicolau Guanyabens
Nicolau Guanyabens i Giral (Mataró, 1826-Palma de Mallorca, 1889) fue un médico y compositor español. 

## Biografía
Su padre, Manuel Bonaventura Guanyabens i Clausell, fue un comerciante dedicado a la homeopatía. Estudió música en la Escuela Pía de Mataró, donde aprendió a tocar la flauta y la guitarra, además de composición. Por presión familiar estudió comercio y náutica, y ejerció un tiempo de navegante. Durante la epidemia de cólera de 1854 se interesó por la Medicina, carrera que cursó en la Universidad de Zaragoza, donde se tituló en 1871. En 1874 se instaló en Palma de Mallorca, donde ejerció la homeopatía. Dos años después regresó a Mataró, donde siguió ejerciendo su oficio con su hijo Manuel. De ideas liberales, escribió varios artículos en El Liberal.
Se dedicó a la música como afición, principalmente música religiosa, género del que fue autor de un Te Deum, un Stabat Mater y una Misa que estrenó en Mataró en 1852. El 12 de mayo de 1859 estrenó en el Gran Teatro del Liceo de Barcelona la ópera en italiano Arnaldo di Erill, con libreto de Joan Cortada, una obra de influencia donizettiana. Compuso también zarzuelas, canciones, obras para piano y piezas corales. Una de sus obras más famosas fue la barcarola La calma (1858). 